# Anna Artwińska
Anna Artwińska (* 1977) ist eine polnische Slawistin.

## Leben
Sie studierte Polonistik, Journalismus und Slavistik an den Universitäten in Posen und Freiburg im Breisgau mit dem Magister der Polnischen Philologie als Abschluss. Nach der Promotion 2007 war sie wissenschaftliche Mitarbeiterin an den Universitäten in Salzburg und Hamburg. Seit 2022 ist sie Professorin für Slawistische Literaturwissenschaft (Schwerpunkt: Westslawistik) an der Universität Leipzig.
Ihre Forschungsschwerpunkte sind postkatastrophische Repräsentationen der Shoah, Erinnerung an den Kommunismus in slavischen Literaturen, sozialistischer Realismus, Generationskonzepte, Theorien des Auto/biographischen Schreibens und Gender und Postcolonial Studies. Sie äußerte sich zur Einwanderungskrise.

## Schriften (Auswahl)
- Poeta w służbie polityki. O Mickiewiczu w PRL i Goethem w NRD. Poznań 2009, ISBN 978-83-7177-601-4.
  - Poetry in the Service of Politics. The case of Adam Mickiewicz in Communist Poland and Johann Wolfgang von Goethe in East Germany. Frankfurt am Main 2015, ISBN 3-631-62920-6.